# Amèrica del Sud
L'Amèrica del Sud, segons el model continental ibèric, és un subcontinent d'Amèrica travessat per l'equador terrestre. La major part de la seva superfície es troba a l'hemisferi sud, envoltat a l'oest per l'oceà Pacífic i a l'est per l'oceà Atlàntic. S'estén, geopolíticament, des de la frontera entre Panamà i Colòmbia fins al cap d'Hornos al sud, tot i que, seguint un criteri estrictament geofisiogràfic, el límit entre Centreamèrica i Amèrica del Sud pot ser establert als relleus més septentrionals de la serralada de Bandó i a la vall inferior del riu Atrato, amb la qual cosa, una petita part del nord-oest colombià formaria part de l'Amèrica central. La serralada dels Andes és a la vora occidental del subcontinent; al nord-est es troba una vasta regió de selves pluvials tropicals drenades pel riu Amazones. Des del segle xvi fins al segle xix, la major part del continent estava dividit en colònies governades pels països europeus, principalment per Espanya i Portugal. Aquestes colònies actualment són repúbliques independents, exceptuant-ne la Guaiana Francesa, les illes Malvines i altres illes menors.

## Història del poblament d'Amèrica del Sud

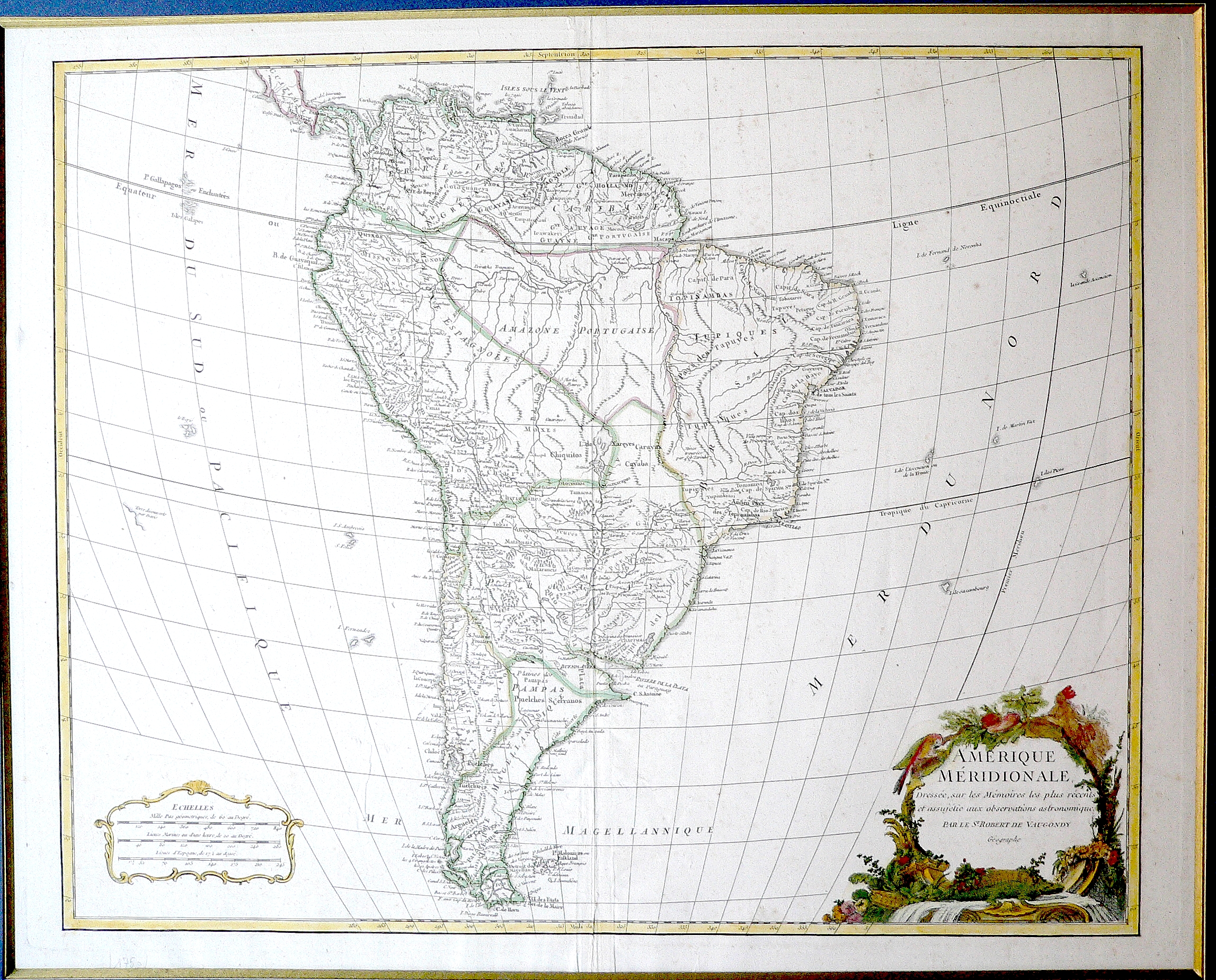
Mapa antic del subcontinent

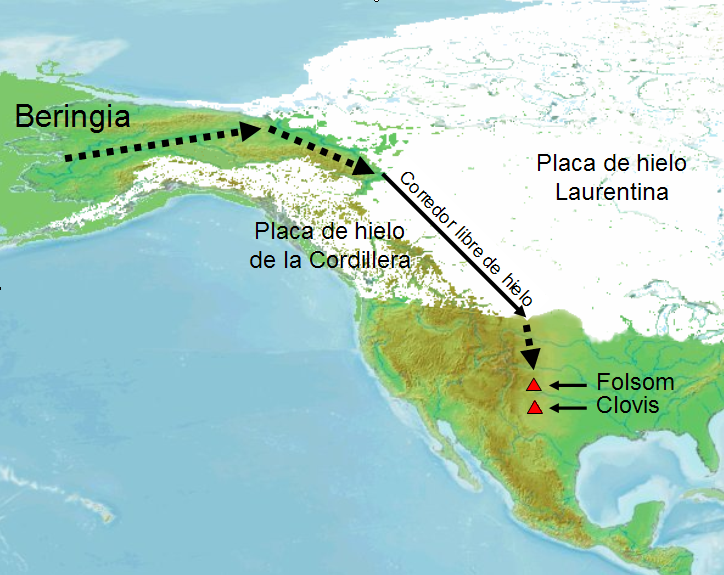
Possible ruta migratòria dels primers pobladors d'Amèrica des de Beríngia

Amèrica del Sud va ser habitada originàriament per grups nòmades que, segons la teoria més acceptada, van creuar per mitjà del pont de gel a l'estret de Bering, encara que altres investigadors suggereixen la possibilitat de migracions per la zona sud de l'oceà Pacífic.
Segurament, el motiu que va empènyer aquestes persones a creuar el "pont de Bering" va ser seguir les bandades d'animals, la seva font de proteïnes. Igual que l'humà de Neandertal, l'humà de Cromanyó era recol·lector, caçador i pescador indiferenciat, és a dir, no eren experts en cap de les activitats referides. L'organització social era la de la "comunitat primitiva", és a dir, s'agrupaven en bandes que reunien diverses famílies amb fins de caça, recol·lecció i seguretat; el que extreien era repartit en parts iguals. La gegantesca aventura de creuar l'estret de Bering acabà de deu a quinze generacions després. Com més al sud avançaven, trobaven millors condicions climàtiques i majors facilitats per a la caça.
Els vestigis de l'emigració es troben sota l'aigua del mar de Bering o encara no estan descoberts al nord-est de Sibèria o a Alaska. Les proves són escasses o no existeixen, però aquesta teoria es comença a enunciar des del segle xvi pel cosmògraf, geògraf i cronista del Consell d'Índies, Juan López de Velasco, el 1574.
Al sud de Xile s'han trobat restes fòssils de recol·lecció i caça de fa 7.000 anys (5000 aC). Si, com es diu al començament, el poblament d'Amèrica es va iniciar fa 36.000 anys i les restes trobades a Xile, que suposen la part més meridional del continent, tenen una data de 7.000 anys, el poblament d'Amèrica va durar 29.000 anys.

## Geografia física

### Punts extrems

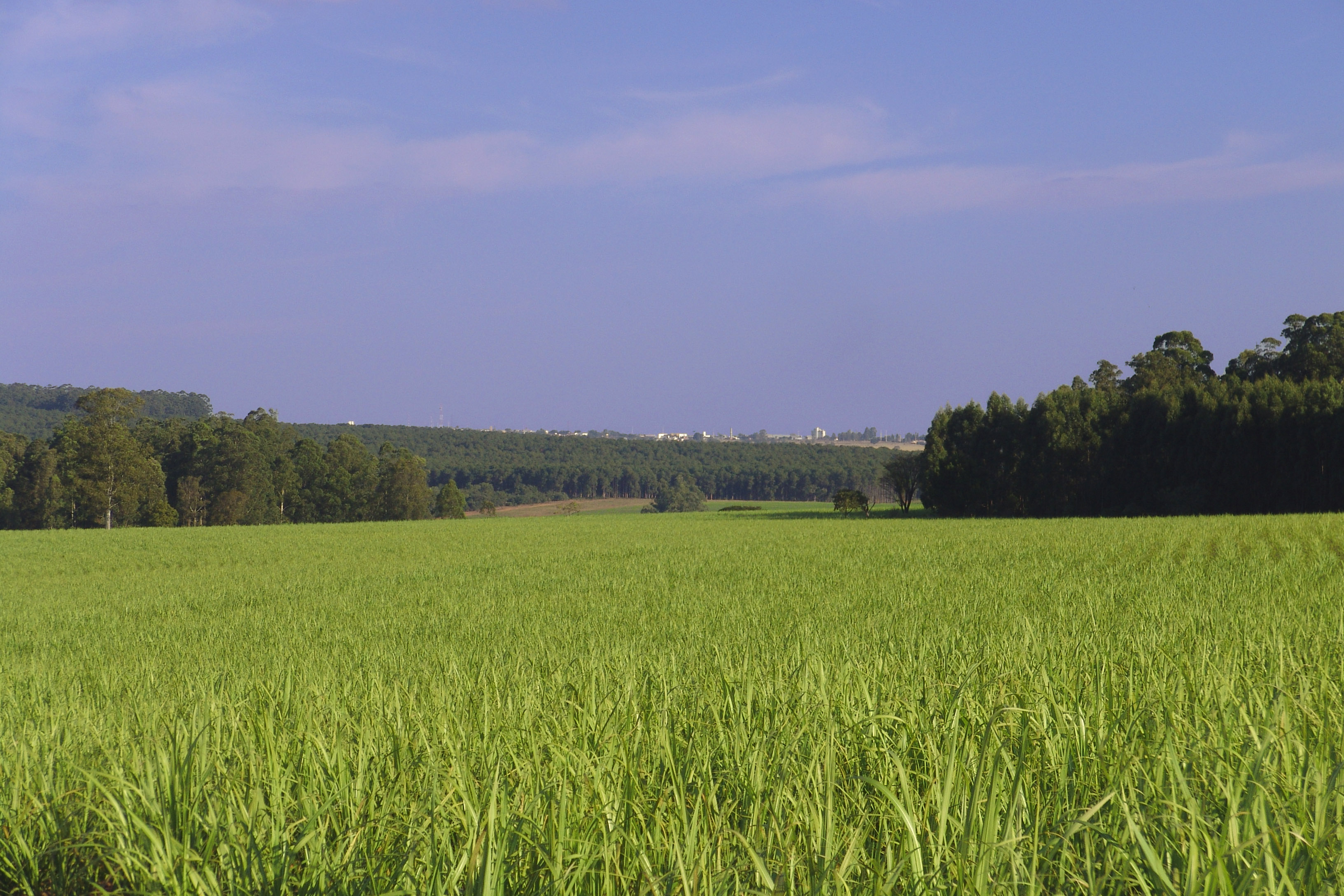
Camps de canya de sucre a Avaré (São Paulo, el Brasil)

- Superfície total: 17.820.770 km² (12% del total de terres emergides).
- Extrem septentrional: punta Gallinas (Colòmbia), 12° 28′ S.
- Extrem meridional: cap d'Hornos (Xile), 55° 59′ sud.
- Extrem oriental: cap Branco (Brasil), 34° 47′ oest.
- Extrem occidental: punta Pariñas (Perú), 81° 15′ O.
- Lloc més sec del món: desert d'Atacama (Xile), < 15 mm/any.
- Lloc més alt: Aconcagua (Argentina), 6.960 msnm.
- Major depressió: llacuna del Carbón (Argentina), - 105 metres.
- Riu més llarg: riu Amazones (Perú, Colòmbia, el Brasil), 6.788 km.
- Llac més gran i més alt del món navegable: llac Titicaca (Perú, Bolívia), 8.300 km², 3.821 metres.
- Cascada més alta del món: salto Angel (Veneçuela), 979 metres de caiguda.

### Geologia i relleu
Topogràficament, Amèrica del Sud es divideix en tres seccions: la serralada, les terres baixes de l'interior i l'escut continental. La serralada dels Andes destaca per ser la serralada més llarga i jove del món, així com la més alta fora d'Àsia. Naixent de les profunditats oceàniques, s'aixeca des del sud de Terra del Foc seguint un traç paral·lel a la costa del Pacífic, per diversificar-se al nord, obrint-se en dos braços, un cap a l'istme de Panamà i l'altre seguint la costa del Carib. Passa per Argentina, Xile, Bolívia, el Perú, Equador, Colòmbia i Veneçuela. El seu cim més alt és l'Aconcagua, amb 6.962 msnm. Durant el seu recorregut, la serralada es ramifica en diverses serralades secundàries que tanquen valls com la depressió intermèdia i la vall del Cauca, a Colòmbia, i altiplans com l'altiplà andí que es troba a uns 3.000 msnm en una zona entre Bolívia, el Perú, Argentina i Xile. L'origen de la serralada és el resultat de la subducció de la placa de Nazca sota la placa sud-americana a uns 9 cm/any. A Colòmbia, a l'altre extrem del subcontinent, hi ha una serralada independent dels Andes, la sierra Nevada de Santa Marta, amb el pic Cristóbal Colón com a punt culminant, amb 5.776 m.
Les terres baixes se solen classificar en tres sistemes: els llanos del Orinoco, la plana de l'Amazones i la plana Chacopampeana o del Plata, formades per la sedimentació produïda pels rius que les travessen i per les partícules fruit de l'erosió eòlica. A més, hi ha petites planes costaneres tot seguint l'oceà Pacífic a Colòmbia, Equador i Perú i l'Atlàntic a Guyana, Surinam, Guayana Francesa i Brasil. La major depressió del subcontinent es troba a 105 m sota el nivell del mar, a la llacuna del Carbón, Argentina.
L'escut continental se separa en tres seccions desiguals: el massís de Brasília, el massís Guaianès i el massís Patagó, i es troben els dos primers entre els més antics del planeta. La duresa de les roques cristal·lines que els formen els atorga gran estabilitat i és la raó per la qual no es produeixen terratrèmols en les enormes regions que ocupen. El massís de Brasília ocupa l'est, centre i sud del Brasil, gran part d'Uruguai, l'est del Paraguai i el nord-est de l'Argentina. El massís Guaianès comprèn gran part de Guyana, Surinam i la Guaiana Francesa; el sud de Veneçuela, una part del nord del Brasil i de l'orient colombià. El massís Patagó comprèn quasi tota la Patagònia argentina i l'extrem sud de la xilena. També hi ha altres sistemes orogràfics importants rejovenits pel plegament andí dispersos entre les planes del subcontinent, com ara les serres Macarena i Chiribiquete a Colòmbia, la serrania de Santiago a Bolívia, i les serras Pampeanas, Ventania i Tandilia a l'Argentina.
A la plataforma continental d'Amèrica del Sud hi ha algunes illes, i les més grans són Terra del Foc (Argentina i Xile), Marajó (Brasil), l'Illa Gran de Chiloé (Xile), les illes Malvines (Territori Britànic d'Ultramar), Puná (Equador) i illa Margarita (Veneçuela). El sud del continent mostra la seva característica exglaciar amb nombrosos fiords i illes al sud de Xile. Hi ha alguns grups d'illes fora de la plataforma continental, però pròximes a les costes sud-americanes: les illes Galápagos (Equador), l'Illa de Pasqua (Xile), Illa Sala y Gómez (Xile), Malpelo (Colòmbia) i els arxipèlags de la Geòrgia del Sud i les Sandwich del Sud (Territori Britànic d'Ultramar).

### Clima
Amèrica del Sud acull una gran varietat de climes: la humitat càlida de la selva amazònica, el fred sec de la Patagònia, l'aridesa del desert d'Atacama, els vents de la Terra del Foc. L'explicació es deu a:
- L'amplitud de latituds que ocupa el continent. La major part del subcontinent es troba dins les zones tropicals, l'equador terrestre el travessa per la part nord, el tròpic de Capricorn passa prop de la seva latitud mitjana i això fa que bona part del continent tingui un clima tropical. Per sota d'aquest, predomina el clima temperat a l'Uruguai, el centre de l'Argentina, el sud del Brasil i el sud de Xile, i el clima mediterrani al centre de Xile. Finalment, a la Patagònia es troben els climes freds, humit a la serralada i la zona occidental, i sec a la zona oriental. L'extrem sud s'endinsa en la zona subantàrtica.
- La diferència de temperatures entre els oceans que l'envolten. Generalment la costa atlàntica és més càlida, i la pacífica és més freda per la presència del corrent de Humboldt, procedent de l'oceà Antàrtic.
- La presència dels Andes, que presenta grans diferències tèrmiques segons l'alçària.

A la regió occidental, entre els Andes i el Pacífic, es localitzen les zones més humides i seques del planeta: El Chocó (Colòmbia, Equador, el Perú, Panamà) i el desert d'Atacama (Xile), respectivament.

### Astronomia a Amèrica del Sud
L'observatori astronòmic de Quito fou creat el 1873, dins del programa de modernització de l'ensenyament superior i l'àmbit acadèmic endegat pel president Gabriel García Moreno. En el moment de la fundació, estava situat als afores de la ciutat i el seu disseny es basà en el de l'observatori de Bonn. El projecte fou del jesuïta pare Menten, que també en fou el primer director, i entre les primeres activitats desenvolupades es troben estudis d'astrometria, determinació del temps, meteorologia i sismologia.
Posteriorment, a començaments del segle xx, l'observatori serví de base a la segona missió geodèsica francesa, encarregada per l'Acadèmia de Ciències de París de mesurar la longitud d'un grau de meridià terrestre a l'equador (i així precisar les mesures fetes 60 anys abans per la primera missió geodèsica de La Condamine). El principal instrument d'observació és un telescopi refractor equatorial Merz de 1875; té un diàmetre de 23,8 cm i una distància focal de 319 cm; està equipat amb micròmetres, un espectroscopi i un polarímetre. Un altre telescopi, de muntura altazimutal, 90 mm de diàmetre i distància focal de 141 cm, s'utilitza actualment per a l'observació solar. Cal destacar també el cercle meridià Repsold de 1889, de 16,2 cm de diàmetre, i un astrolabi Danjon. L'observatori de Quito, al mig del parc de La Alameda, és un dels més antics d'Amèrica del Sud (1873), gestionat per l'Escola Politècnica Nacional.

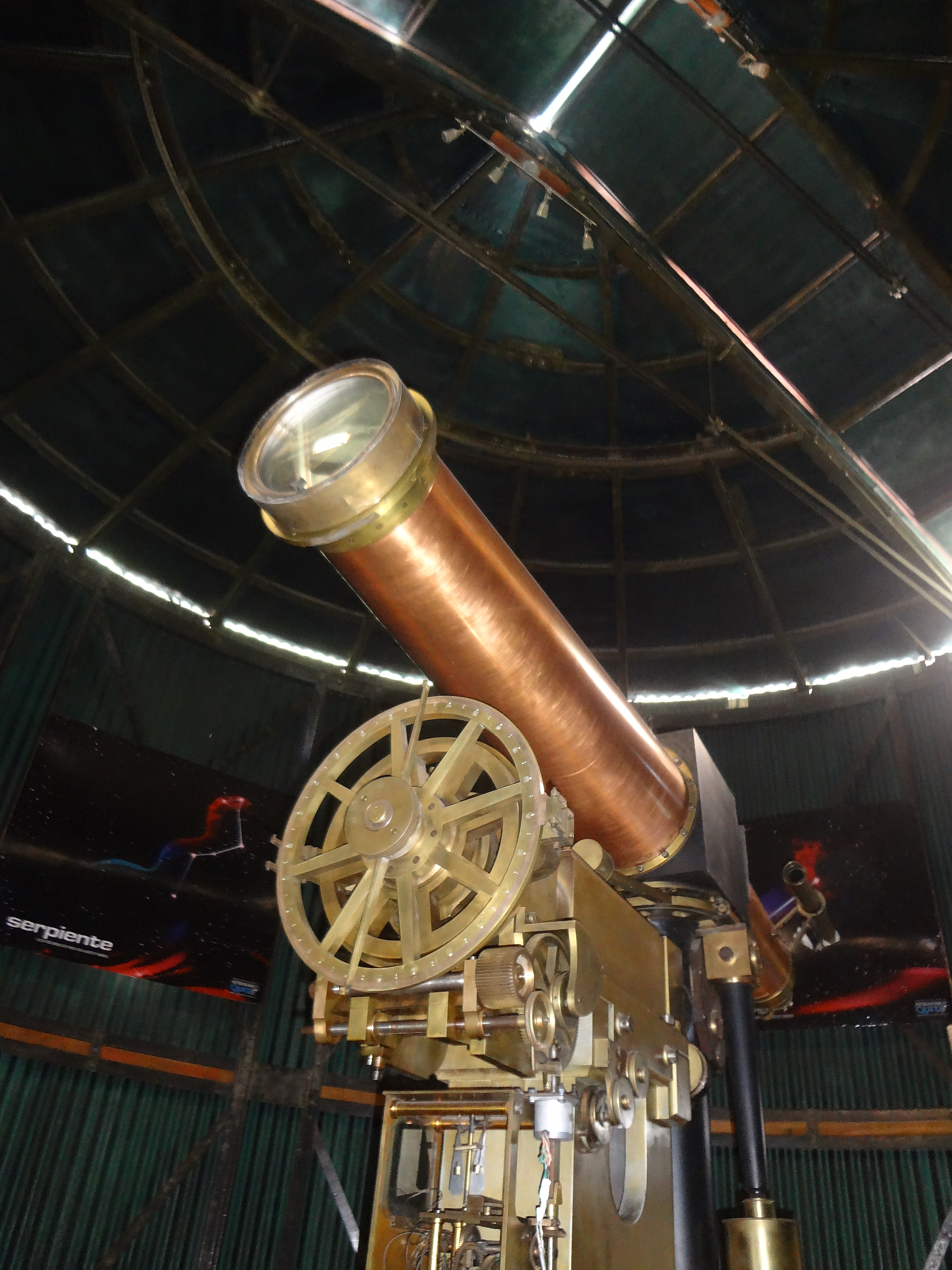
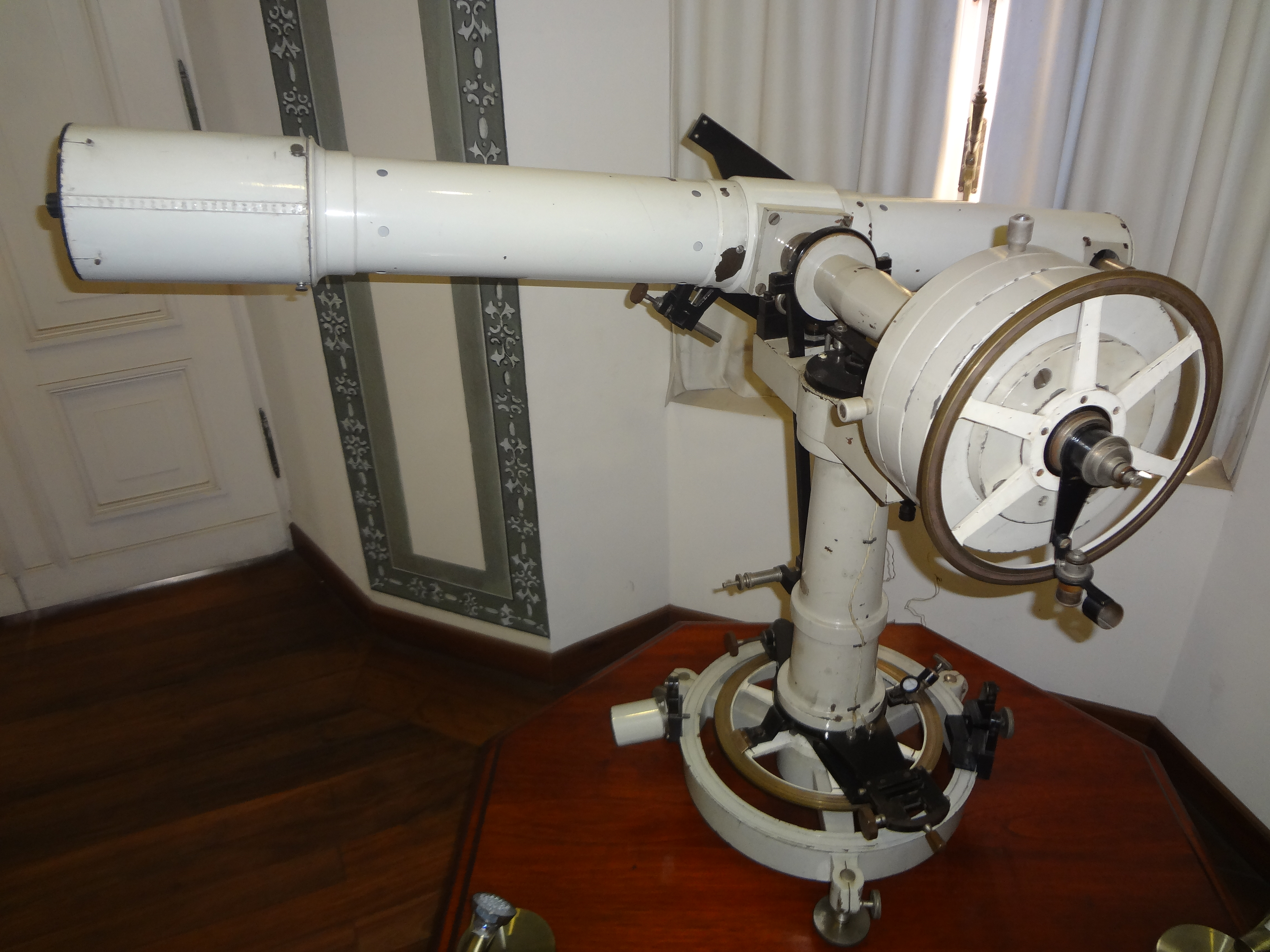
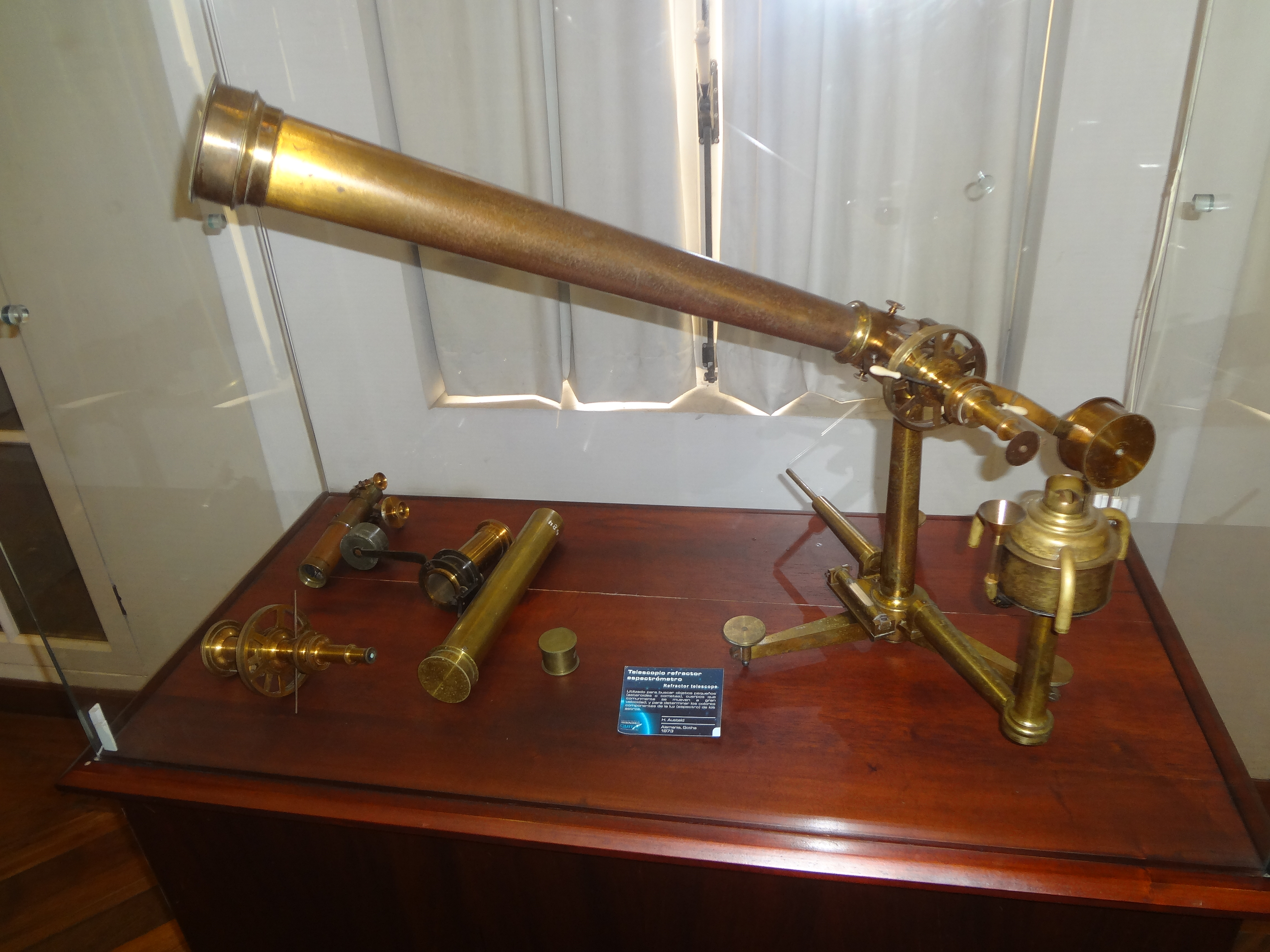
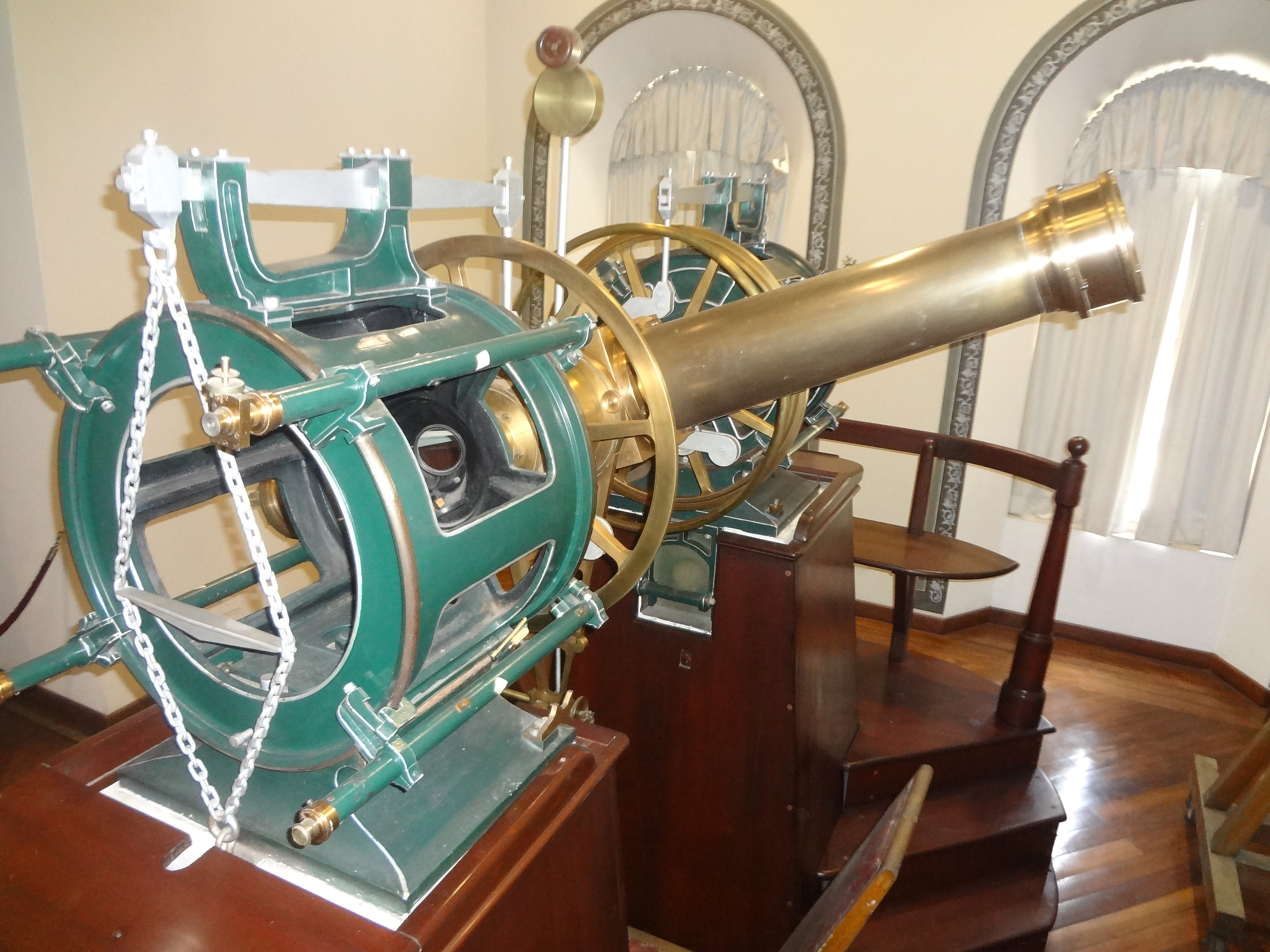
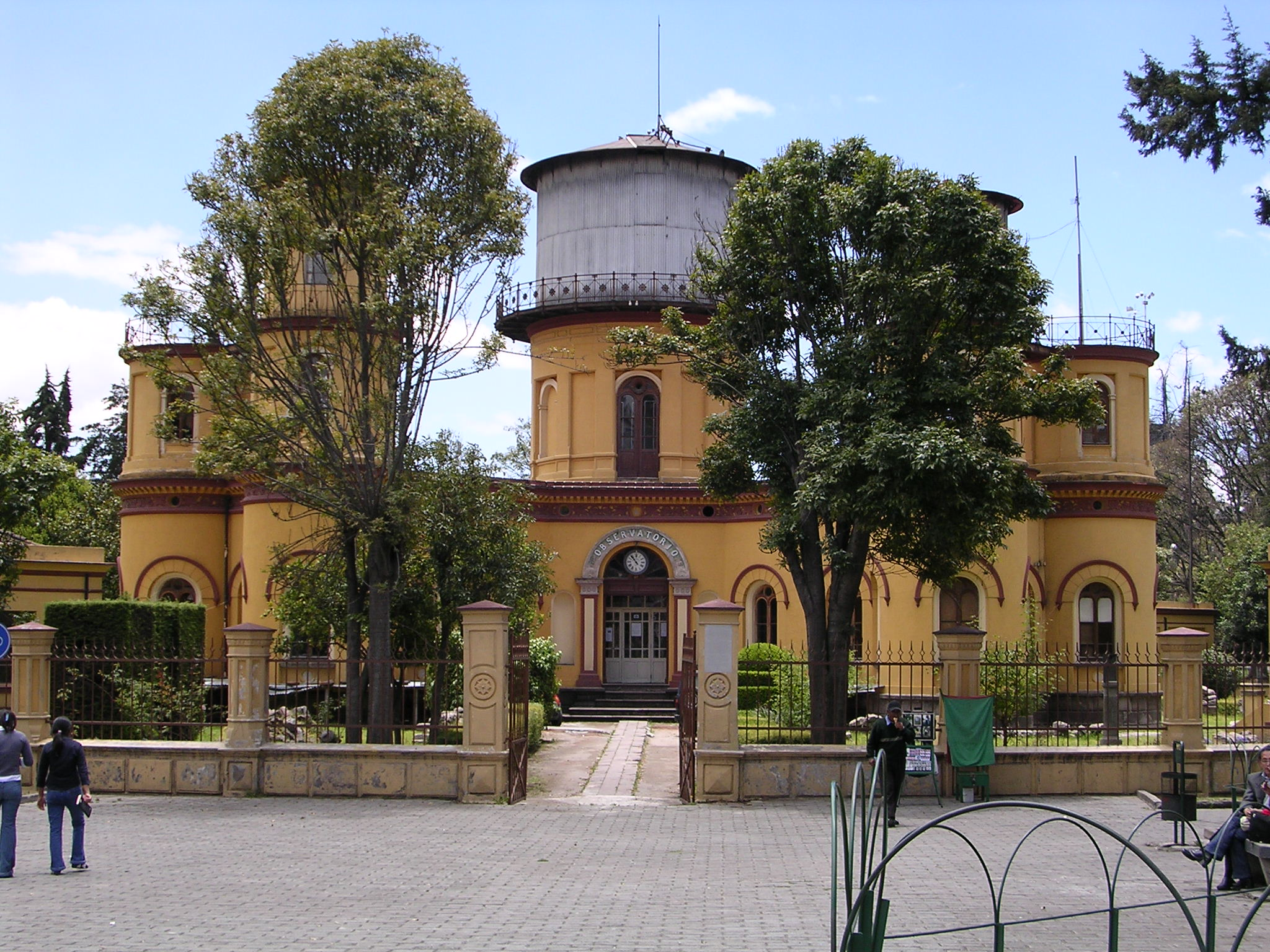

### Hidrografia
El 26% de l'aigua dolça de la Terra es troba a Amèrica del Sud, on destaquen per la seva enorme extensió les conques dels rius Amazones (la major del planeta), Orinoco i Paraná. Per la presència de la serralada dels Andes en paral·lel a l'oceà Pacífic, els rius de major cabal i conca són aquells que desguassen a l'oceà Atlàntic.
Per la seva estructura geològica, Amèrica del Sud presenta dos grans tipus de rius:
- Els que desemboquen a l'oceà Atlàntic, que són llargs i cabalosos.
- Els que desemboquen a l'oceà Pacífic, que són curts i torrencials.

Als Andes Patagons hi ha el camp de gel patagó nord i el camp de gel patagó sud, aquest darrer la tercera major extensió de gel del món després de l'Antàrtida i Groenlàndia.
El llac de Maracaibo, a Veneçuela, és el més gran del subcontinent, amb 13.000 km², mentre que el llac Titicaca, situat entre el Perú i Bolívia, és el llac més gran i més alt del món navegable, amb 8.300 km² i 3.821 msnm, respectivament.

## Geografia política
Vegeu també Unió de Nacions Sud-americanes

|                                          | Països                                   | Superfície en km² | Població (dens.) | IDH         | Capital           |
| ---------------------------------------- | ---------------------------------------- | ----------------- | ---------------- | ----------- | ----------------- |
|                                          | Argentina                                | 2.791.446         | 40,6 (14)        | 0,860 (46)  | Buenos Aires      |
|                                          | Bolívia                                  | 1.098.581         | 8,4 (8)          | 0,692 (115) | La Paz i Sucre    |
|                                          | Brasil                                   | 8.514.877         | 187,5 (22)       | 0,810 (70)  | Brasília          |
|                                          | Colòmbia                                 | 1.141.748         | 42,7 (36)        | 0,791 (75)  | Bogotá            |
|                                          | Equador                                  | 283.560           | 13,4 (47)        | 0,772 (89)  | Quito             |
|                                          | Guyana                                   | 214.970           | 0,69 (3)         | 0,750 (97)  | Georgetown        |
|                                          | Paraguai                                 | 406.750           | 5,8 (14)         | 0,755 (95)  | Asunción          |
|                                          | Perú                                     | 1.285.220         | 28,3 (22)        | 0,773 (87)  | Lima              |
|                                          | Surinam                                  | 163.270           | 0,43 (3)         | 0,774 (85)  | Paramaribo        |
|                                          | Uruguai                                  | 176.220           | 3,3 (19)         | 0,859 (46)  | Montevideo        |
|                                          | Veneçuela                                | 916.445           | 27,2 (27)        | 0,792 (74)  | Caracas           |
|                                          | Xile                                     | 756.102           | 16,1 (20)        | 0,874 (40)  | Santiago          |
| Dependències                             |                                          |                   |                  |             |                   |
|                                          | Guaiana Francesa                         | 91.000            | 0,18 (2)         | (10)        | Caiena            |
|                                          | Illes Malvines                           | 12.173            | 0,003            |             | Port Stanley      |
| Illes Geòrgia del Sud i Sandwich del Sud | Illes Geòrgia del Sud i Sandwich del Sud | 3.093             | 0                |             | King Edward Point |
| Total                                    | Total                                    | 17.819.100        |                  |             |                   |

^ [1] Població= Nombre d'habitants en milions (densitat, habitants/km²), segons estimacions del 01/07/2002. 

^ [2] Índex de Desenvolupament Humà, 2007. El IDH és mitjà a la majoria dels països del subcontinent amb l'excepció de l'Argentina, Xile, Uruguai i Brasil, on és més alt. 

^ [3] Regió ultraperifèrica de la Unió Europea. 

^ [5], [6] Administrat pel Regne Unit i reclamat per Argentina. És un Territori Britànic d'Ultramar.

## Fauna i flora

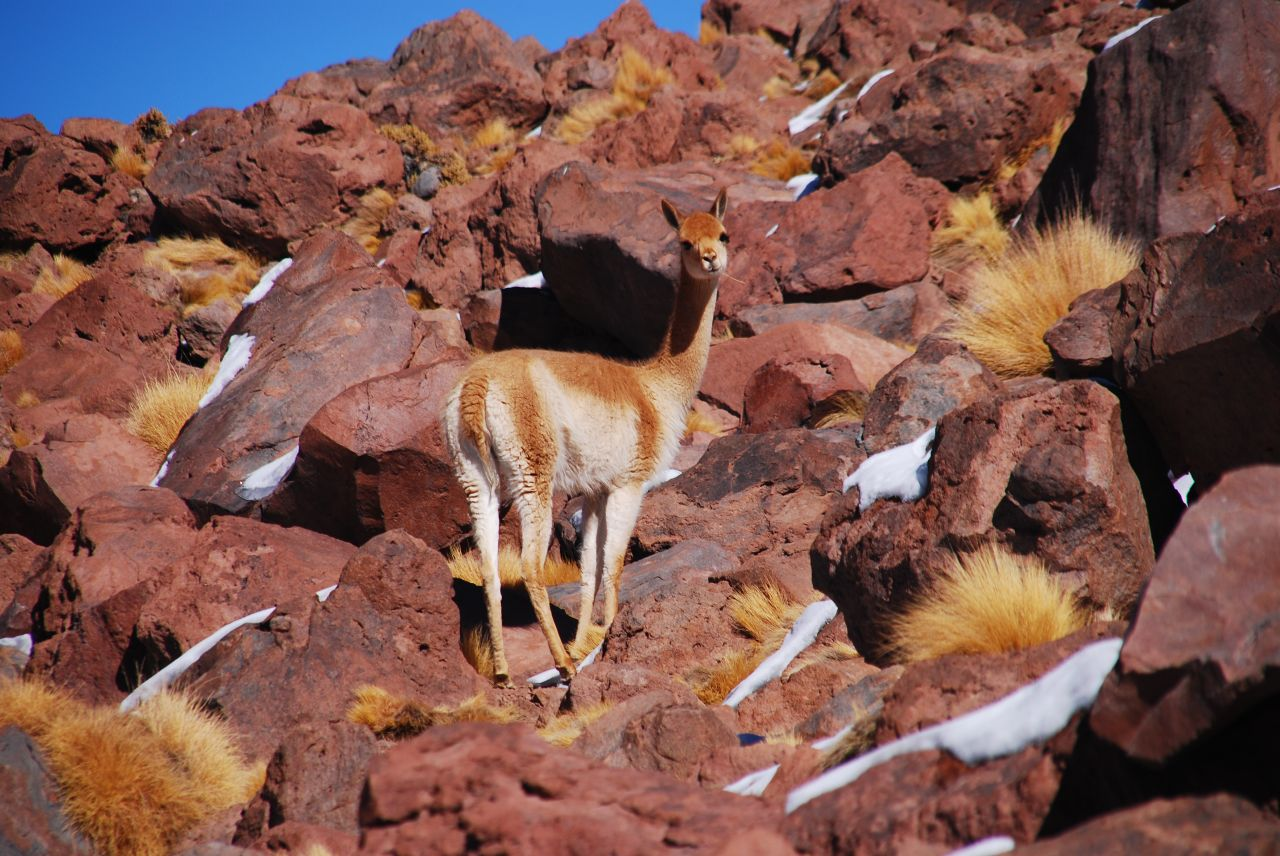
Vicunya (Vicugna vicugna)

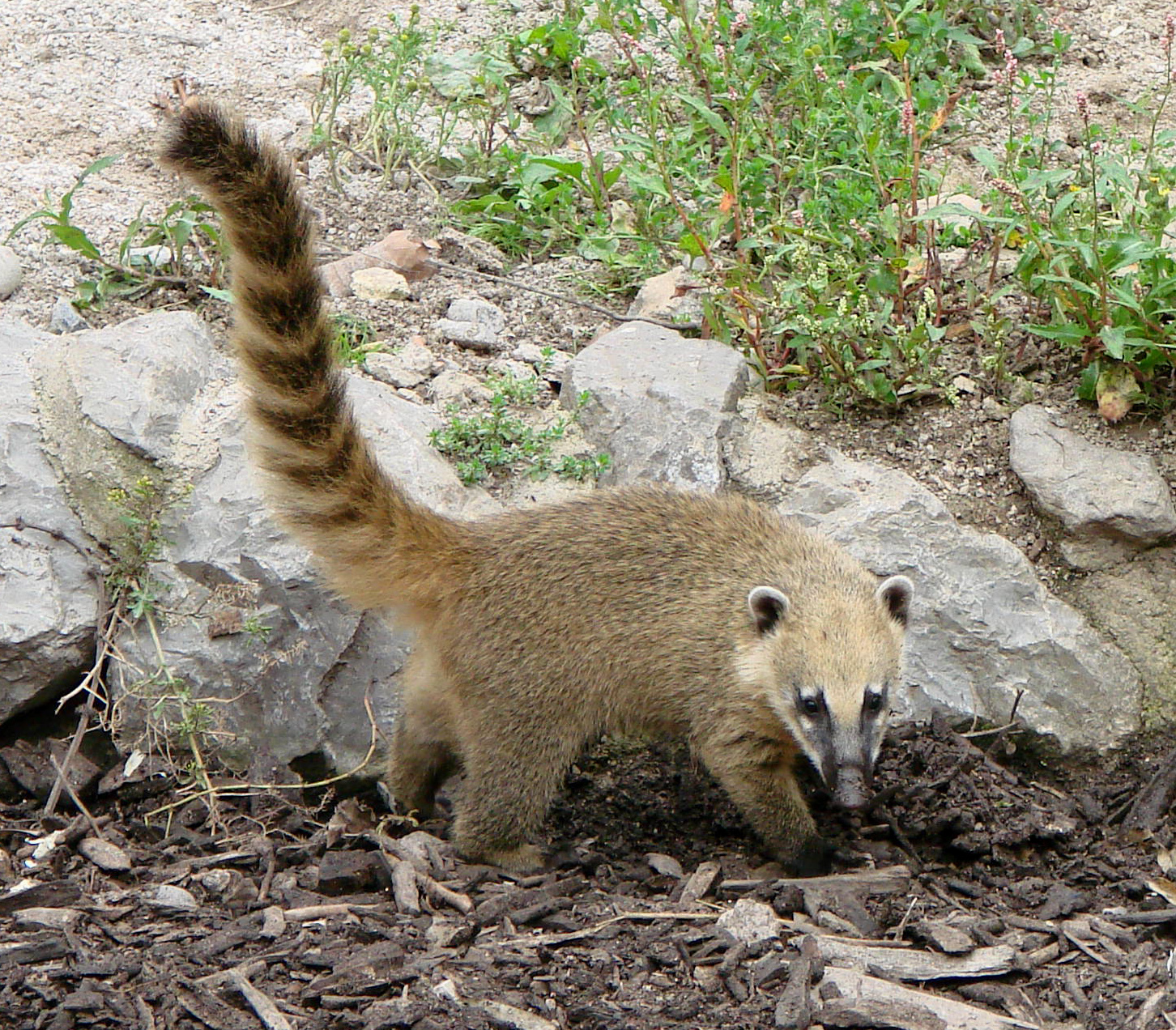
Coatí (Nasua nasua)

Amèrica del Sud (juntament amb Centreamèrica, les terres baixes de Mèxic i les Antilles) pertany a una sola regió zoogeogràfica o ecozona, coneguda com a neotropical. La fauna es caracteritza per la seua varietat i la manca d'afinitat amb la d'altres continents (fins i tot amb la de la resta d'Amèrica), ja que les 4/5 parts de les espècies animals que l'habiten són originàries d'aquesta regió. Així, per exemple, hi trobem dues classes de micos totalment diferents dels del Vell Món, ratpenats xucladors de sang, una gran varietat de rosegadors, la vicunya (Vicugna vicugna), l'alpaca, el jaguar (Panthera onca), el pècari (Tayassu sp.), l'ós d'ulleres (Ursus ornatus), el coatí (Nasua nasua), etc.
La varietat d'aus és encara més gran a causa del seu relatiu aïllament i singularitat: s'hi troben al voltant de 23 famílies i 600 espècies exclusives d'aquesta zona, 500 espècies de colibrís, una gran varietat d'aus marines i grans aus com ara el còndor dels Andes (Vultur gryphus), el flamenc dels Andes i el nyandú (Rhea americana).
Pel que fa als rèptils, hi trobem anacondes, iguanes, caimans i cocodrils.
Els peixos d'aigua dolça, els insectes i altres invertebrats també són molt variats i abundants.
L'arxipèlag de les Illes Galàpagos, l'Amazònia, la Terra del Foc i el desert d'Atacama constitueixen els hàbitats més excepcionals pel que fa a la biodiversitat.

## Economia

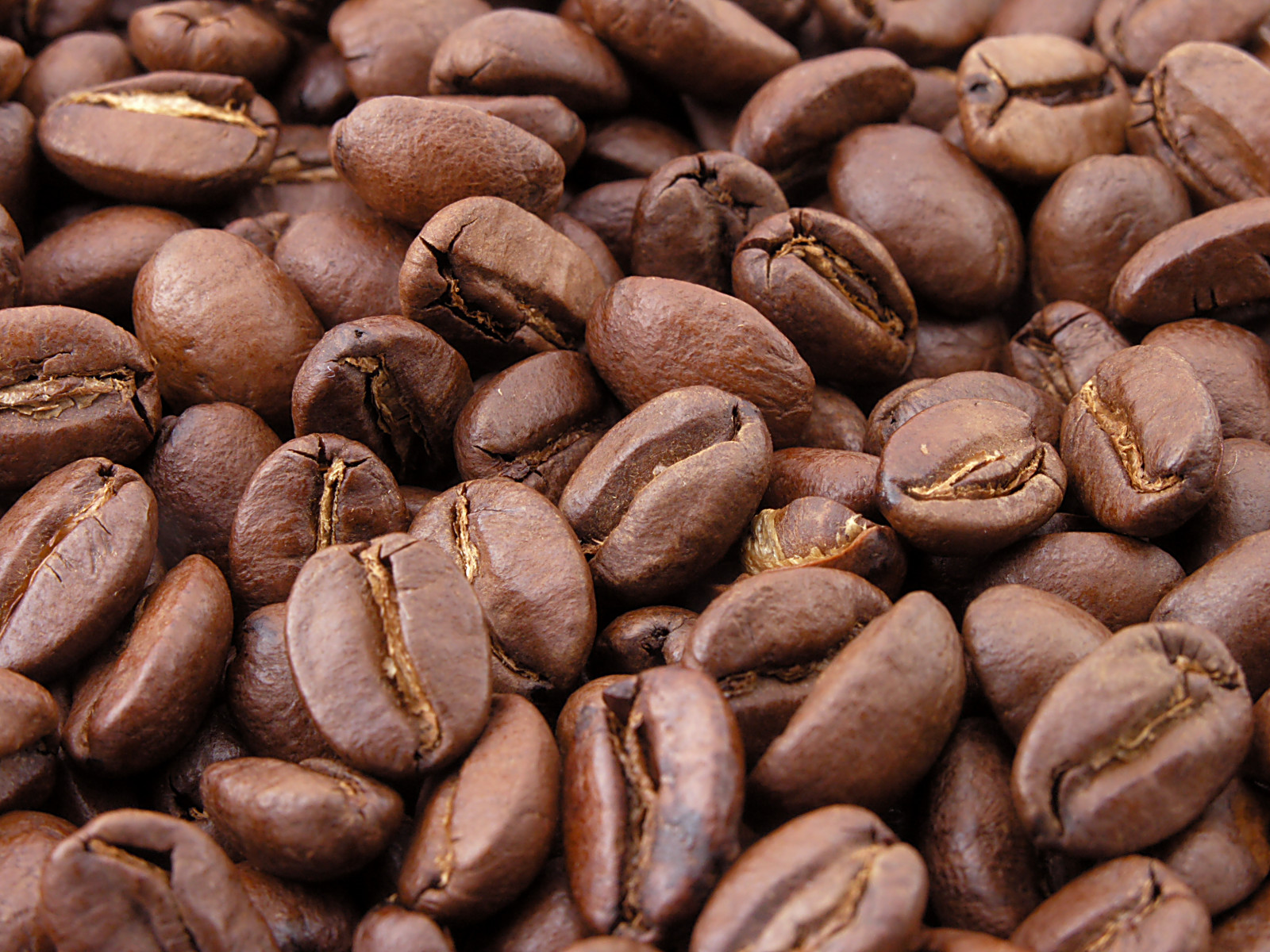
Grans de cafè torrats

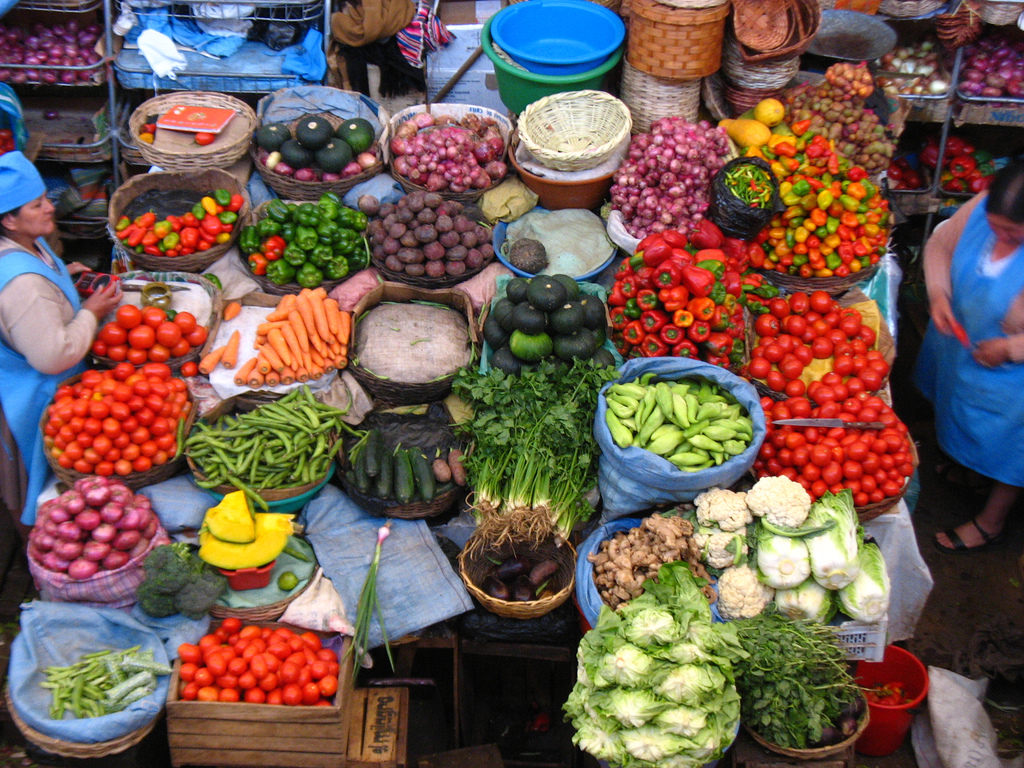
Venda de verdures en un mercat de la ciutat de Sucre, Bolívia

L'economia sud-americana es basa principalment en l'exportació de béns i recursos naturals. Brasil (la setena economia més gran del planeta i la quarta de tot Amèrica) és el país capdavanter en exportacions (200.000 milions de dòlars estatunidencs l'any 2008), seguit de l'Argentina (73.000 milions $), Xile (69.100 milions de $), Colòmbia (41.080.000.000) i el Perú (33.270 milions de $), entre d'altres.
L'escletxa econòmica entre rics i pobres en la majoria dels estats sud-americans és més àmplia que en els altres continents. A Veneçuela, Paraguai, Bolívia i molts altres països del subcontinent, el 20% de la societat més rica pot posseir més del 60% de la riquesa nacional, mentre que el 20% més pobre pot posseir menys del 5%. Aquesta gran diferència es pot veure en moltes grans ciutats de l'Amèrica del Sud, on les barraques improvisades i els barris marginals es troben al costat dels gratacels i dels apartaments de luxe de la classe alta.

### Agricultura i ramaderia
Gran part dels productes agrícoles i ramaders són destinats al consum local i al mercat intern. No obstant això, l'ingrés de divises per l'exportació de productes agrícoles és força important en alguns països sud-americans, ja que el tractament, la comercialització interna i l'exportació de productes agrícoles ocupen una part destacada de l'activitat comercial i de la indústria manufacturera. L'agricultura, la pesca i la silvicultura representen el 12% del PIB del subcontinent. Les activitats agrícoles utilitzen més del 30% de la mà d'obra a Bolívia, el Paraguai, el Perú i l'Equador; entre el 20% i 30% a Colòmbia, el Brasil i Guaiana; i menys del 20% a Surinam, Xile, l'Uruguai, Veneçuela, l'Argentina i la Guaiana Francesa.
Les formes més intensives del comerç agrícola es realitzen prop de les ciutats amb productes peribles com són les verdures, fruites i lactis. La producció d'altres aliments com tubercles, blat de moro o fesols està molt més dispersa. Aquests mateixos conreus són, en moltes regions, de subsistència i s'hi realitzen sobre terrenys i climes desfavorables.
Pel que fa a la indústria de la carn de boví, aquesta es troba molt desenvolupada. Així, l'Argentina, l'Uruguai, el Paraguai i Colòmbia són països importants en la cria de bestiar boví per a l'exportació de carn. Pel que fa a la ramaderia ovina, l'Argentina, l'Uruguai i el Brasil van totalitzar 14 milions de caps de bestiar l'any 1999.
Les regions tropicals i les de clima temperat es dediquen a l'agricultura orientada a l'exportació. El cafè hi és el conreu principal i la seua producció es concentra a les terres altes, principalment al sud-est del Brasil i a les regions centrals i occidentals de Colòmbia. El cacau es conrea a l'est del Brasil, a l'Equador i a Colòmbia. A més, en totes les regions tropicals es conreen bananes (Colòmbia i l'Equador en són els països més exportadors, tot i que Brasil és el país capdavanter en producció amb 3 milions de tones a l'any) i canya de sucre (Brasil, Colòmbia i l'Argentina) amb destinació al mercat intern i a l'exportació.
Des del 1970, la soia ha esdevingut un important conreu per a l'exportació a la regió meridional, llevat de l'Argentina, on les fèrtils praderies han estat quasi sempre el major graner del món i una zona idònia per a la cria de bestiar. Per a aquest darrer país, el blat, la dacsa, la llinosa, la carn de boví i de xai, el cuir i la llana han estat productes de comerç internacional. Igual s'esdevé amb l'Uruguai i les seues exportacions de llana i cuir.

### Silvicultura i pesca
El 50% de la superfície d'Amèrica del Sud es troba coberta de boscos i envoltada de mars abundants en vida marina, però les indústries fusteres i pesqueres dels principals països sud-americans són petites i estan orientades als mercats interns. No obstant això, s'exporten fustes dures i fustes fines tropicals, principalment de l'Amazònia, on es talen grans extensions de boscos per fer-les camps de bestiar i terrenys de conreu. A més, s'exporta fusta de pi del sud del Brasil i del sud i centre de Xile, així com polpa de fusta. D'altra banda, a Xile i al Brasil s'han destinat zones considerables per plantar boscos destinats al comerç i, històricament, les grans extensions d'eucaliptus hi han estat importants per a llenya, fusta i la construcció.
Pel que fa a la pesca, les aigües costaneres del Pacífic són les més importants de tot el subcontinent per a la pesca comercial. Així, i a tall d'exemple, la captura d'anxoves a les costes peruana i xilena representa milers de tones, i la de crustacis a Xile, el Brasil i la Guaiana és també notable. La caça de balenes hi va tindre presència en el passat.

### Mineria
Gran part de la producció minera és destinada a l'exportació a gran escala. La llarga història de control de l'explotació minera a Amèrica del Sud per part d'empreses estrangeres està minvant a causa de pressions polítiques nacionals. Els principals productes en valor i volum són el petroli, el coure, la bauxita i el mineral de ferro, tot i que les exportacions mineres són enormement diversificades, ja que tots els països sud-americans tenen algun tipus de producció minera. Amèrica del Sud és el major productor de plom, zinc, manganès i estany del món, i el petroli i el gas natural de Veneçuela representen la meitat del total del valor de la producció del subcontinent. Això suposa que la producció minera sigui de gran importància en l'economia nacional de diversos països, ja que tals exportacions generen ingressos al tresor públic, però la mineria contribueix molt poc al PNB sud-americà i l'ocupació.

### Indústria manufacturera
Al final de la dècada de 1970, les manufactures van representar el 25% del PNB d'Amèrica del Sud (un 20% més que el 1956) i, per primer cop, va superar en importància l'agricultura, el comerç i les finances. Al final de la dècada de 1980, el sector industrial va ingressar més del 30% del PNB a l'Argentina, Veneçuela, el Brasil, Xile, Colòmbia, el Perú, l'Uruguai i l'Equador.
El tractament de productes agrícoles continua sent, això no obstant, l'activitat econòmica més estesa i important (fins i tot, a l'Argentina i el Brasil, els quals són els països més industrialitzats de tot el subcontinent). Les plantes refinadores de minerals són també importants, tot i que solen estar situades a prop dels jaciments miners. Tanmateix, altres indústries es localitzen properes a les grans ciutats, com ara les refineries de petroli, les plantes siderúrgiques de ferro i acer, ciment, manufactures i fàbriques de béns de consum (tèxtils, begudes, vehicles de motor, equips mecànics i elèctrics, i plàstics).
El desenvolupament industrial als països sud-americans ha estat sota la protecció estatal (sobretot, des del 1930 en què els governs van intervenir directament en la indústria siderúrgica, la d'acoblament de vehicles de motor i les drassanes), encara que moltes indústries encara operen amb llicències o patents estrangeres, o com a subsidiàries de companyies multinacionals. En alguns països, les indústries manufactureres són prou sofisticades per a produir eines, avions i vehicles militars per a l'exportació. Tanmateix, el desenvolupament industrial de la regió s'enfronta amb molts problemes: mercats nacionals reduïts, tecnologia inadequada i xarxes de transport i distribució insuficients.

### Turisme

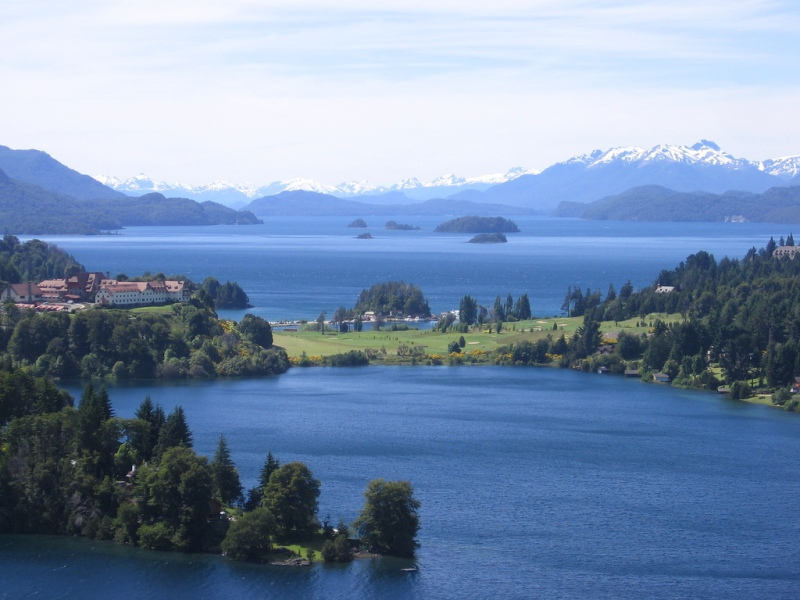
Patagònia argentina

El turisme ha esdevingut una font important d'ingressos per a molts països sud-americans. Els llocs històrics, l'arquitectura, la natura, i la diversitat cultural i gastronòmica atreuen milions de turistes cada any a l'Amèrica del Sud. Alguns dels indrets més visitats són Machu Picchu, la selva amazònica, Rio de Janeiro, Buenos Aires, São Paulo, Cuzco, el llac Titicaca, la Patagònia, Cartagena i les illes Galápagos.

### Producte interior brut
Producte interior brut (PIB) per habitant l'any 2008:
| Rang mundial | País      | PIB per habitant |
| ------------ | --------- | ---------------- |
| 49           | Xile      | 15,800           |
| 54           | Argentina | 14,500           |
| 63           | Uruguai   | 12,612           |
| 69           | Brasil    | 9,976            |
| 80           | Colòmbia  | 8,500            |
| 93           | Veneçuela | 8,512            |
| 95           | Perú      | 6,883            |
| 96           | Surinam   | 5,777            |
| 105          | Paraguai  | 4,799            |
| 106          | Guyana    | 4,799            |
| 110          | Equador   | 4,475            |
| 122          | Bolívia   | 2,945            |

### Índex de desenvolupament humà
Índex de desenvolupament humà l'any 2008:
| Rang mundial | País      |
| ------------ | --------- |
| 40           | Xile      |
| 46           | Argentina |
| 47           | Uruguai   |
| 61           | Veneçuela |
| 70           | Brasil    |
| 72           | Equador   |
| 79           | Perú      |
| 80           | Colòmbia  |
| 89           | Surinam   |
| 98           | Paraguai  |
| 110          | Guaiana   |
| 111          | Bolívia   |

## Cultura
Els sud-americans es troben culturalment influïts per la relació històrica que han tingut i tenen amb Europa (especialment amb Espanya i Portugal) i per l'impacte de la cultura de masses dels Estats Units d'Amèrica.

### Idiomes

Parella ballant un tango

Llengües oficials a l'Amèrica del Sud.

El portuguès i el castellà hi són els idiomes més parlats: el primer al Brasil (que té el 50% de la població total del subcontinent) i el segon a la majoria dels altres països. El neerlandès és la llengua oficial de Surinam, l'anglès de les Illes Malvines i de la Guaiana (tot i que hi ha, si més no, altres dotze llengües més al país, com ara l'hindi, el tàmil i l'àrab), i el francès de la Guaiana Francesa.
Entre les llengües indígenes sud-americanes hi ha el quítxua (l'Equador, el Perú, Xile, l'Argentina i Bolívia), el guaraní (el Paraguai i Bolívia), l'aimara (Bolívia, el Perú i Xile) i l'araucà (sud de Xile i, més rarament, a l'Argentina). Si més no, tres llengües ameríndies (quítxua, aimara i guaraní) són reconegudes, juntament amb el castellà, com a idiomes nacionals en els seus territoris respectius.
Altres idiomes que s'hi parlen són el tàmil, l'hindi i l'indonesi a Surinam; l'italià a l'Argentina, el Brasil, l'Uruguai, Veneçuela i Xile; i l'alemany en certes àrees de l'Argentina, Xile, Veneçuela, el Brasil i el Paraguai. El gal·lès continua sent parlat i escrit a les ciutats de Rawson i Trelew a la Patagònia argentina i hi ha petits grups de parlants de japonès al Brasil, Bolívia, Colòmbia, el Paraguai, el Perú i l'Equador. Pel que fa als parlants d'àrab (sovint d'origen libanès, sirians o palestins), se'ls pot trobar al Brasil, l'Equador, el Perú, Xile, l'Argentina]] i, amb menys freqüència, a Colòmbia i el Paraguai.

### Música

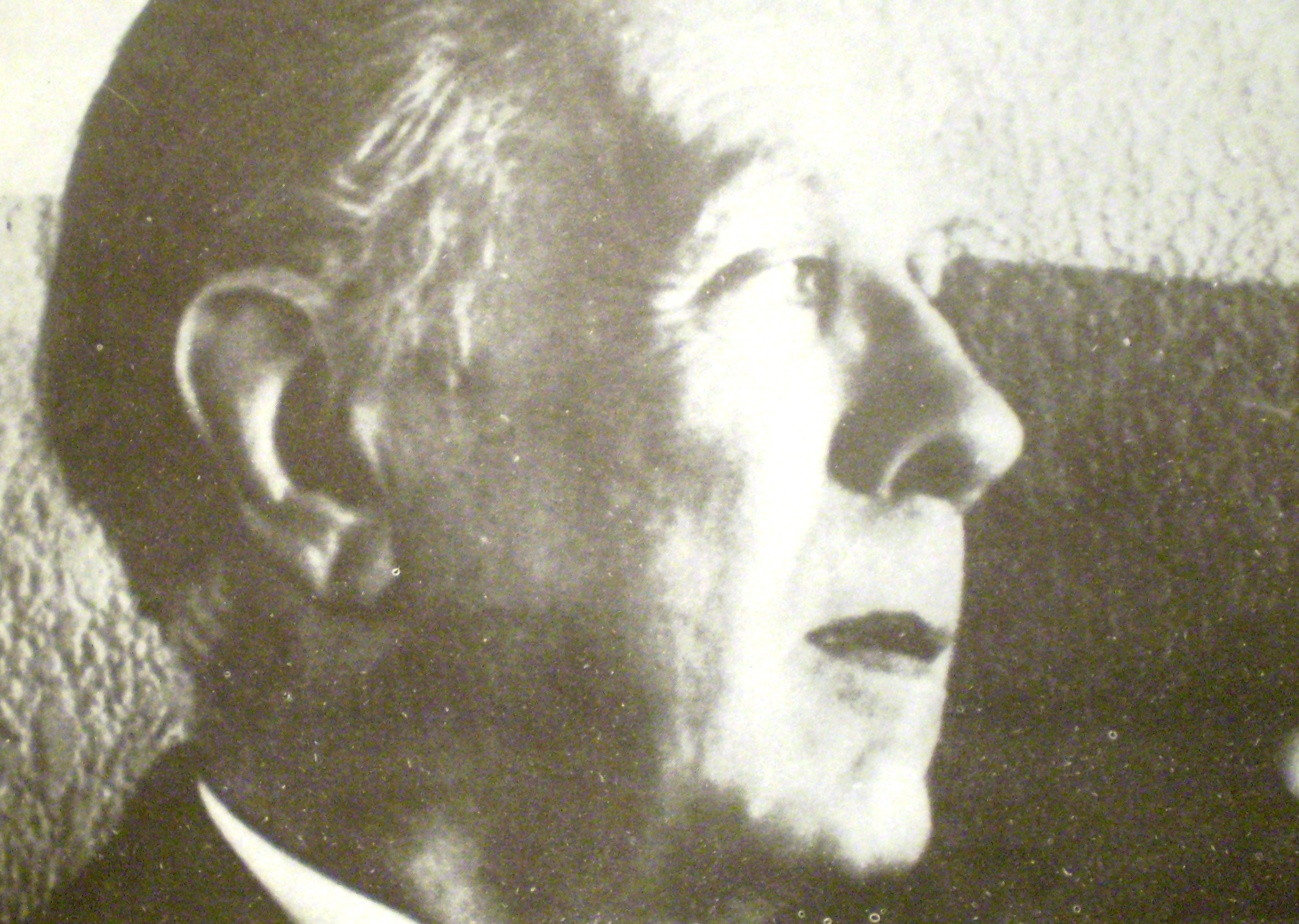
L'escriptor argentí Jorge Luis Borges l'any 1968

Hom hi pot trobar una rica varietat musical producte de la fusió de les cultures africanes, europees i ameríndies: entre altres gèneres, hi ha la cúmbia de Colòmbia (combina elements melòdics d'origen hispànic, ritmes africans i components harmònics americans), la bossa nova i la samba del Brasil, el tango de l'Argentina i l'Uruguai, etc. També hi és molt conegut el moviment de caràcter folk i no comercial anomenat Nueva Canción ('nova cançó'), el qual es va fundar a l'Argentina i Xile i es va estendre ràpidament a la resta de l'Amèrica Llatina.

### Literatura
La literatura sud-americana ha aconseguit una gran anomenada arreu del món, especialment després de l'auge de la literatura llatinoamericana a les dècades de 1960 i 1970, amb autors tals com a Mario Vargas Llosa, Gabriel García Márquez, Pablo Neruda i Jorge Luis Borges, entre d'altres.

### Gastronomia
A causa de l'àmplia barreja ètnica de l'Amèrica del Sud, la cuina sud-americana té influències d'Àfrica, Àsia, Europa i dels indígenes americans. Així, per exemple, l'estat de Bahia al Brasil és especialment famós per elaborar un tipus de cuina que té reminiscències de l'Àfrica Occidental. Per la seua banda, argentins, xilens, uruguaians, veneçolans i brasilers consumeixen regularment vi, mentre que el Paraguai, l'Uruguai, l'Argentina i el sud de Xile i el Brasil gaudeixen també del mate (una infusió feta amb les fulles de mate -Ilex paraguayensis - fetes assecar, torrades i capolades). Pel que fa a la cuina peruana, aquesta és una amalgama de tècniques i ingredients culinaris xinesos, japonesos, espanyols, africans, andins i amazònics.

### Arts plàstiques
L'artista plàstic Oswaldo Guayasamín (1919 - 1999) de l'Equador va representar, amb la pintura i l'escultura, el sentir dels pobles de l'Amèrica Llatina ressaltant les injustícies socials en diverses parts del món. El colombià Fernando Botero (1932) és un dels majors exponents de la pintura i l'escultura que continua en actiu i que ha pogut de desenvolupar un estil recognoscible i propi.

## Religió
La religió principal pel nombre de fidels és la catòlica (gairebé el 90% de la població total), la qual va ser establerta i difosa pels conqueridors castellans i portuguesos. Pel que fa al protestantisme sud-americà, aquest és un reflex de la immigració europea i de l'activitat missionera iniciada al segle xix: els 11 milions de protestants es concentren la major part al Brasil i Xile, i la resta està molt repartit en els altres països, principalment en centres urbans. També hi ha 750.000 jueus que tendeixen a establir-se en centres urbans i es troben molt repartits: prop de 3/4 parts a l'Argentina i Brasil, i més del 10% a l'Uruguai i Xile. Entre la Guaiana i Surinam estan distribuïts 550.000 hindús, 400.000 musulmans i 375.000 budistes. A hores d'ara, les esglésies pentecostals (que hi van arribar el 1909) estan florint en tot el subcontinent.